# Kostel svatého Petra a Pavla (Těšetice)
Kostel svatého Petra a Pavla je římskokatolický farní chrám v Těšeticích.

## Historie

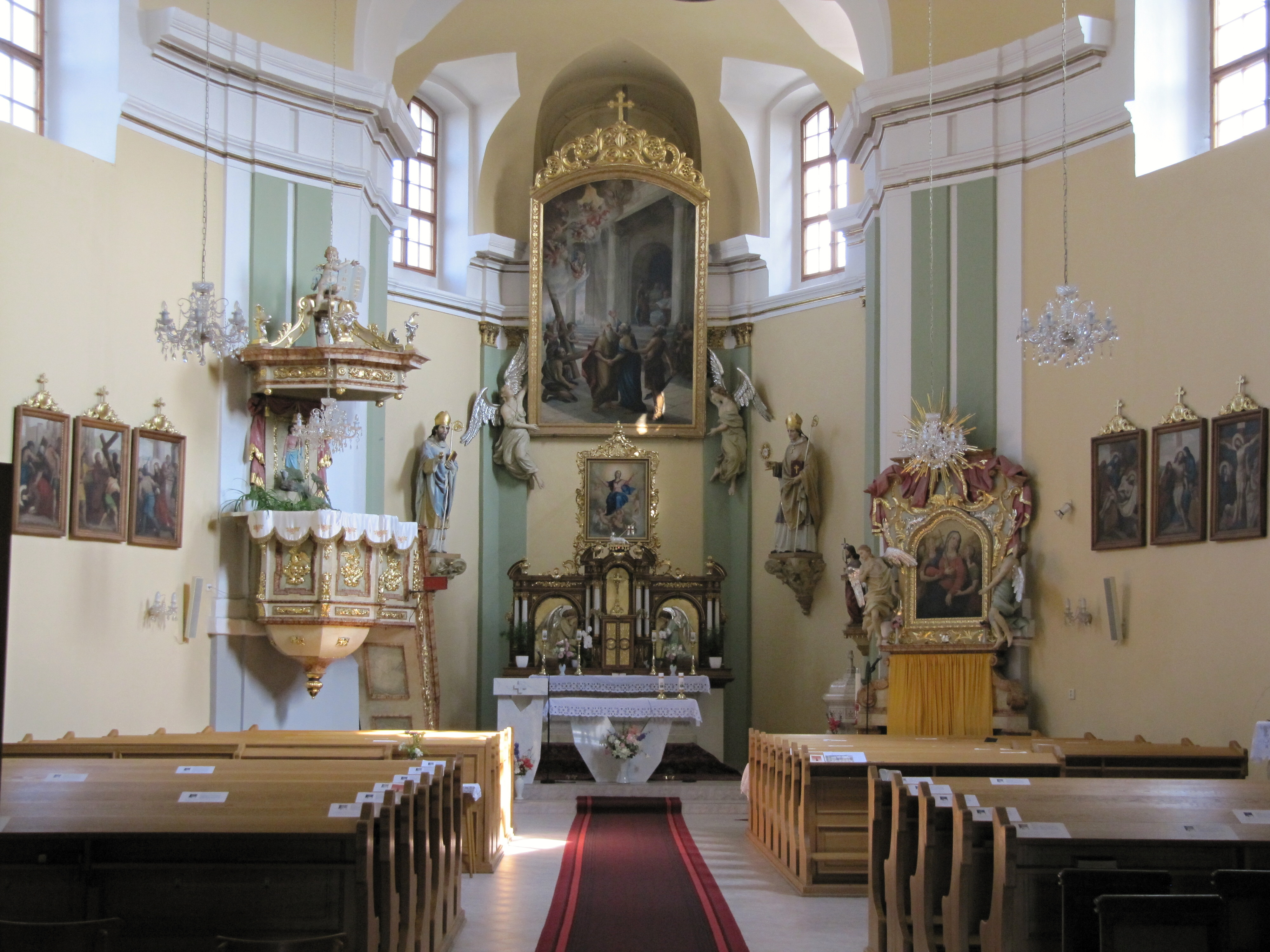
Interiér Kostela svatého Petra a Pavla v Těšeticích

Původní budova byla postavena v době sv. Cyrila kolem roku 860. První písemná zmínka o kostele sv. Petra a Pavla pochází z podacího listu hradišťského opata Budiše z roku 1282. Kostel vyhořel během velkého těšetického požáru roku 1668, k jeho přestavbě a vysvěcení došlo až v roce 1750. Jelikož se stavba nacházela na uměle nasypaném návrší a stavbou nového presbytáře se narušila statika, hrozilo zhroucení kostela. Po zajištění kostela za faráře Roberta Chmela byla přistavěna zákristie.
V roce 1886 byly z darů farníků zakoupeny varhany od mistra Neujeta z Nového Jičína za 1200 zlatých. Ruční šlapání bylo nahrazeno elektrickým pohonem ve 30. letech 20. století. Kostel je elektrifikován od roku 1891.
Nové zvony pocházely z dílny Richarda Herolda a byly zabaveny k válečným účelům 8. dubna 1942. Po skončení války byly nahrazeny reproduktory na věži kostela. V rámci poslední generální opravy na přelomu tisíciletí byly odlity tři zvony: Panna Maria (553 kg), Svatý Josef (343 kg) a Petr a Pavel. Celkové náklady posledních oprav kostela v roce 2001 dosáhly 4 500 000 Kč, financování zabezpečil P. ThDr. Studený za přispění zahraničních darů.